# Alessandra Comini
Alessandra Comini (geboren am 24. November 1934 in Winona, Minnesota, USA) ist eine amerikanische Kunsthistorikerin und Autorin. Sie ist emeritierte Universitätsprofessorin (University Distinguished Professor) für Kunstgeschichte an der Southern Methodist University in University Park, Dallas, Texas. Ihr Spezialgebiet ist die Erforschung der integrativen Kunstformen der Wiener Moderne.

## Leben
Alessandra Comini wurde als Tochter der Amerikanerin Megan Laird (mit schottisch-irischen Wurzeln) und des Italieners Raiberto Comini (aus Mailand) in Winona, Minnesota, geboren. Ihre Kindheit verbrachte sie in Barcelona, Mailand und Dallas. Comini absolvierte ihren Bachelor of Arts am New Yorker Barnard College (1956), ihren Master of Arts an der University of California, Berkeley (1964) und ihr Doktorat an der Columbia University (1969).
Ihre mit Auszeichnung abgeschlossene Dissertation behandelt die Porträtmalerei Egon Schieles.
Von 1965 bis 1974 lehrte Comini Kunstgeschichte an der Columbia University in New York City und gründete dort 1972 mit anderen Wissenschaftlerinnen und Künstlerinnen den amerikanischen Women's Caucus for Art, eine nichtstaatliche Organisation (NGO), die sich für die Förderung von Frauen in Kunst und Kunstgeschichte einsetzt. 1974 nahm sie die Zusammenarbeit mit der Kunsthistorikerin Eleanor Tufts auf und entwickelte mit ihr einen spezifisch feministischen Zugang zur Kunstgeschichte, der damals noch ebenso unbekannt war wie die Künstlerinnen, die sie erforschten.
In Princeton war sie von 1972 bis 1973 als Alfred Hodder Resident Humanist tätig. Sie war Gastdozentin an der University of California, Berkeley (1967) und an der Yale University (1973). An der University of Oxford war sie 1996 Gastdozentin am European Humanities Research Centre.
An der Southern Methodist University lehrte sie von 1974 bis 2005.

## Werk

### Internationale Vorträge, Auszeichnungen
Comini tritt in den Vereinigten Staaten und international als Gastrednerin auf. Mit ihren interdisziplinären Vorträgen zu Ikonografie und Musikgeschichte trat Comini wiederholt bei den Symposien des Leipziger Gewandhauses (z. B. "The visual Brahms",1983  "The visual Bruckner", 1988, "The visual Mozart", 1991, "The visual Wagner"), der Santa Fe Opera sowie der Sinfonieorchester von Indianapolis und Dallas auf. Sie hielt Vorträge, auch in deutscher Sprache, in Helsinki und Hamburg, vor allem aber in der österreichischen Hauptstadt Wien. Dort wurde sie als „Doyenne der Schieleforschung“  1996 mit dem Großen Ehrenzeichen für Verdienste um die Republik Österreich ausgezeichnet. In Niederösterreich verlieh ihr  Landeshauptfrau Johanna Mikl-Leitner 2018 bei der Eröffnung des Egon-Schiele-Museums das Große Goldene Ehrenzeichen für Verdienste um das Bundesland Niederösterreich.

### Zeitzeugen-Interviews
In Wien führte Comini zu Beginn ihrer Tätigkeit in den 1960er Jahren als Schiele-Forscherin Gespräche mit Zeitzeugen, unter anderem mit den Schwestern von Egon Schiele, Melanie und Gertie, die als Zeitzeugnisse auf Tonband für die Nachwelt hohem ideellen Wert sind. In Schieles Heimat Niederösterreich entdeckte sie in Neulengbach die Gefängniszelle, in der Egon Schiele 1912 vierundzwanzig Tage lang in Untersuchungshaft saß und die Gefängnis-Serie zeichnete.

### Kuratorisches und publizistisches Werk
Die Neue Galerie New York beauftragte Comini 2014 mit der Kuratierung der Ausstellung Egon Schiele: Portraits. Ihr Buch The Changing Image of Beethoven: A Study in Mythmaking (1987) umfasst eine interdisziplinär übergreifende Sicht auf Ikonografie und Rezeptionsgeschichte. Es wurde ebenso wie ihre Bücher über Schiele, Klimt und die Wiener Moderne weltweit verkauft und vielfach zitiert. The Changing Image of Beethoven erschien 1987 im New Yorker Rizzoli Verlag,  wurde 2006 in den USA neu aufgelegt und erschien aktualisiert 2020 auf Deutsch unter dem Titel Beethoven. Zur Geburt eines Mythos im Wiener Hollitzer Verlag.
Ihr Buch Egon Schiele’s Portraits (1974) wurde für den amerikanischen National Book Award (1975) nominiert und erhielt den Charles Rufus Morey Book Award (1976) der College Art Association.
Seit 2014 widmet sich Comini der Belletristik und veröffentlichte bisher acht musik- und kunstgeschichtlich geprägte Kriminalromane in der Reihe The Megan Crespi Mysteries. Cominis Alter Ego, die achtzigjährige rüstige und quicklebendige Kunstgeschichteprofessorin Megan Crespi, tritt als Aufdeckerin skandalöser Verbrechen im Milieu der internationalen Kunst- und Klassikszene auf.

## Publikationen (Auswahl)
Alessandra Comini hat insgesamt mehr als 200 wissenschaftliche Publikationen veröffentlicht.
- Schiele in Prison, Greenwich, New York Graphic Society, 1973. ISBN 0-8212-0537-4
- Egon Schiele's Portraits, Berkeley, University of California Press, 1974, 1990. ISBN 0-520-01726-9 (new edition, 2014, Santa Fe, Sunstone Press ISBN 978-1-63293-012-5)
- Gustav Klimt, New York, George Braziller, 1975 (French, German, and Dutch editions; reissued 1986, 1990, 1994, 2001) ISBN 0-8076-0805-X
- Egon Schiele, New York, George Braziller, 1976 (Italian, French, German, and Dutch editions; reissued 1986, 1994, 2001) ISBN 0-8076-0819-X
- The Fantastic Art of Vienna, New York, Alfred A. Knopf, 1978. ISBN 0-394-50263-9 (new edition 2016, Santa Fe, Sunstone Press ISBN 978-1-63293-153-5)
- "The Visual Brahms: Idols and Images," Arts Magazine, 1979
- "Gender or Genius? The Women Artists of German Expressionism," Feminism and Art History: Questioning the Litany, Norma Broude and Mary D. Garrard, eds., New York, Harper & Row, 1982. ISBN 0-06-430525-2
- "The Age of Goethe Today: Of Plum Trees, Painters, Pianists, and Pamphleteers," Arts Magazine, 1988
- The Changing Image of Beethoven: A Study in Mythmaking, New York, Rizzoli, 1987, new edition 2008, Santa Fe, Sunstone Press ISBN 0-8478-0617-0
  - Beethoven – Zur Geburt eines Mythos. Aus dem amerikanischen Englisch von Pia Viktoria Pausch. Wien, Hollitzer, 2020. ISBN 978-3-99012-615-8
- "Nordic Luminism and the Scandinavian Response to Impressionism," World Impressionism, Norma Broude, ed., New York, H. N. Abrams, 1990. ISBN 0-8109-1774-2
- "Kollwitz in Context: The Formative Years," Käthe Kollwitz, Elizabeth Prelinger, ed., New Haven, Yale University Press, 1992. ISBN 0-300-05729-6
- "Violetta And Her Sisters," Violetta And Her Sisters: The Lady of the Camellias, Responses to the Myth, Nicholas John, ed., London, Faber and Faber, 1994. ISBN 0-571-16665-2
- "Toys in Freud’s Attic," Picturing Children: Construction of Childhood between Rousseau and Freud, Marilyn Brown, ed., Burlington, VT, Ashgate, 2002. ISBN 0-7546-0277-X
- In Passionate Pursuit — A Memoir, New York, George Braziller, Inc., 2004. ISBN 0-8076-1523-4 (new edition 2016, Santa Fe, Sunstone Press ISBN 978-1-63293-140-5)
  - Kunst und Klang. Mein Leben. Aus dem amerikanischen Englisch von Pia Viktoria Pausch. Wien, Hollitzer, 2023. ISBN 978-3-99012-883-1
- Egon Schiele: Portraits, Alessandra Comini ed., "Egon Schiele: Redefining Portraiture in the Age of Angst," München, Prestel, 2014. ISBN 978-3-7913-5419-4
- "The Two Gustavs: Klimt, Mahler, and Vienna’s Golden Decade, 1887–1907," Naturlauf: Scholarly Journals toward Gustav Mahler, Essays in Honour of Henry-Louis de La Grange for His 90th Birthday, Paul-André, ed., New York, Peter Lang Publ., 2015. ISBN 978-1-43312530-0

### Kriminalromane: Reihe Megan Crespi
- Killing for Klimt, Santa Fe, Sunstone Press, 2014. ISBN 978-1-63293-025-5
- The Schiele Slaughters, Santa Fe, Sunstone Press, 2015. ISBN 978-1-63293-025-5
- The Kokoschka Capers, Santa Fe, Sunstone Press, 2015. ISBN 978-1-63293-077-4
- The Munch Murders, Santa Fe, Sunstone Press, 2016. ISBN 978-1-63293-103-0
- The Kollwitz Calamities, Santa Fe, Sunstone Press, 2016. ISBN 978-1-63293-157-3
- The Kandinsky Conundrum, Santa Fe, Sunstone Press, 2018. ISBN 978-1-63293-213-6
- The Mahler Mayhem, Santa Fe, Sunstone Press, 2019. ISBN 978-1-63293-247-1
- The Beethoven Boomerang, Santa Fe, Sunstone Press, 2020. ISBN 978-1-63293-309-6
  - Der Beethoven Bumerang. Aus dem amerikanischen Englisch von Pia Viktoria Pausch. Wien, Hollitzer, 2021. ISBN 978-3-99012-875-6
- The Brahms Bust, Santa Fe, Sunstone Press, 2021. ISBN 978-1-63293-372-0
  - Die Brahms Büste. Aus dem amerikanischen Englisch von Pia Viktoria Pausch. Wien, Hollitzer, 2022. ISBN 978-3-99012-942-5
- The Mendelssohn Malice, Santa Fe, Sunstone Press, 2023. ISBN 978-1-63293-541-0
  - Die Mendelssohn Morde. Aus dem amerikanischen Englisch von Pia Viktoria Pausch. Wien, Hollitzer, 2025. ISBN 978-3-99094-203-1